# Kepler-209b
Kepler-209b es un planeta extrasolar que forma parte de un sistema planetario formado por al menos dos planetas. Orbita la estrella denominada Kepler-209. Fue descubierto en el año 2014 por la sonda Kepler por el método del tránsito astronómico.